# Вишња у чоколади (албум)
Вишња у чоколади је други студијски албум Наташе Којић. Издат је 2007. године.